# Crazy Little Thing Called Love
«Crazy Little Thing Called Love» (укр. «Божевільна штучка на ім'я кохання») — пісня британського рок-гурту «Queen». Написана Фредді Мерк'юрі у 1979 році, пісня увійшла до альбому «The Game» 1980 року, а також увійшла до альбому-збірки гурту «Greatest Hits» у 1981 році. Ця пісня посіла перше місце в «UK Singles Chart» у 1979 році, і стала першим синглом гурту «номер-один» в «Billboard Hot 100» в США у 1980 році, залишаючись там протягом чотирьох тижнів поспіль. Пісня очолювала австралійський чарт «ARIA» протягом семи тижнів.
Склавши пісню «Crazy Little Thing Called Love» на гітарі, Мерк'юрі грав на ритм-гітарі під час виконання пісні наживо, це було вперше коли він грав на гітарі на концертах разом з «Queen». «Queen» виконували пісню наживо між 1979 і 1986 роками, концертне виконання пісні було записано в альбомах «Queen Rock Montreal», «Queen on Fire — Live at Bowl», «Live at Wembley '86» і «Hungarian Rhapsody: Queen Live in Budapest». З моменту свого випуску пісня виконувалася багатьма іншими виконавцями. Пісня була зіграна наживо 20 квітня 1992 року під час Концерту пам'яті Фредді Мерк'юрі, у виконанні Роберта Планта та «Queen». Стиль пісні був описаний американським письменником Карлом Коріатом як рокабілі в його книзі за назвою «Книга бас-гравця» 1999 року.

## Композиція
Як повідомляв Фредді Мерк'юрі в інтерв'ю «Melody Maker», 2 травня 1981 року, він склав «Crazy Little Thing Called Love» на гітарі всього за п'ять-десять хвилин.
«На „Crazy Little Thing Called Love“ у мене пішло 5 або 10 хвилин. Я зробив це на гітарі, на якій зовсім не вмію грати, і виявилося, що це навіть добре, тому що я був обмежений знанням всього декількох акордів. Це відмінно дисциплінує, адже я просто був змушений писати в відведених рамках. Я не міг працювати з великою кількістю акордів, і думаю, завдяки цьому обмеженню написав гарну пісню»— Фредді Мерк'юрі
Пісня була написана Мерк'юрі як данина Елвісу Преслі. Роджер Тейлор додав у своєму інтерв'ю, що Мерк'юрі написав її всього за 10 хвилин, коли він розслаблявся у ванній в готелі «Bayerischer Hof» в Мюнхені під час одного з їхніх великих мюнхенських сесій запису. Мерк'юрі прибув до студії незабаром після написання пісні і представив її Тейлорові та Джону Дікону. Троє музикантів, разом з їхнім тодішнім новим продюсером Райнгольдом Маком, записали пісню в «Musicland Studios» в Мюнхені. Повідомляється, що вся пісня була записана менш ніж за півгодини (хоча Мак казав, що це тривало шість годин). Написавши «Crazy Little Thing Called Love» на гітарі і зігравши на акустичній ритм-гітарі, Мерк'юрі вперше грав на концертах на гітарі, наприклад, на «Live Aid», що відбувся на стадіоні «Вемблі», в Лондоні у 1985 році.

## Музичне відео
Музичне відео для цієї пісні було знято в «Trillion Studios» у вересні 1979 року режисером Деннісом Де Волленсом з чотирма танцівниками та виконавцями оплесків. Альтернативні варіанти, що містять альтернативні ракурси і закулісні кадри з оригінальної відеозйомки, були включені до DVD «Queen: Days of Our Lives» та Blu-Ray релізів.

## Живе виконання
Незабаром після випуску синглу гурт вирушив в міні-тур по Великій Британії під назвою «Crazy Tour».
Всякий раз, коли пісня виконувалася наживо, гурт додавав солідний рок-фінал, який подовжував пісню від трьох хвилин до більш ніж п'яти хвилин, а Мей і Мерк'юрі надавали додаткову гітарну гру і вокал. Приклад цього може послужити CD/DVD-сет «Live at Wembley '86», де пісня триває більше шести хвилин.
У суботу, 13 липня 1985 року, «Queen» виконали пісню на благодійному концерті «Live Aid».

## Реліз на синглі
«Crazy Little Thing Called Love» посіла друге місце в «UK Singles Chart» у 1979 році і стала першим синглом гурту «номером один», що очолював американський чарт «Billboard Hot 100» протягом чотирьох тижнів. Він був посунутий з вершини цього чарту піснею «Pink Floyd» — «Another Brick in the Wall, Part II». Пісня також очолювала австралійський чарт «ARIA» протягом семи тижнів поспіль з 1 березня по 12 квітня 1980 року. У Великій Британії пісня випускалася на синглі разом з живою версією «We Will Rock You». «Б»-сторона платівки в США, Австралії, Канаді, містили живу версію пісні «Spread Your Wings».

## Музиканти
- Фредді Мерк'юрі — головний вокал, бек-вокал, акустична гітара, оплески
- Браян Мей — електрогітара, бек-вокал, оплески
- Роджер Тейлор — ударні, бек-вокал, оплески
- Джон Дікон — бас-гітара, оплески

Хоча Мерк'юрі грав на акустичній електричній дванадцятиструнній гітарі «Ovation Pacemaker 1615», а потім на електричній шестиструнній «Fender Telecaster» (обидві належали Мею), в студії він записав пісню на шестиструнній акустичній гітарі із зовнішніми звукознімачами. Мерк'юрі також зіграв оригінальне гітарне соло в версії, яка була втрачена.

## Чарти
| Чарт (1979–80)                            | Позиція |
| ----------------------------------------- | ------- |
| Австралія (Kent Music Report)             | 1       |
| Австрія (Ö3 Austria Top 75)               | 9       |
| Бельгія (Ultratop Flanders)               | 3       |
| Канада (Canadian Hot 100)                 | 1       |
| Німеччина (Official German Charts)        | 13      |
| Ірландія (IRMA)                           | 2       |
| Мексика[джерело?]                         | 1       |
| Нідерланди (Mega Single Top 100)          | 1       |
| Норвегія (VG-lista)                       | 8       |
| Нова Зеландія (RIANZ)                     | 2       |
| Швейцарія (Media Control AG)              | 5       |
| Велика Британія (Official Charts Company) | 2       |
| США (Billboard Hot 100)                   | 1       |
| США (Adult Contemporary) (Billboard)      | 17      |

| Чарт (2018)                      | Позиція |
| -------------------------------- | ------- |
| США (Hot Rock Songs) (Billboard) | 18      |

| Чарт (1979)     | Позиція |
| --------------- | ------- |
| Велика Британія | 25      |

| Чарт (1980)           | Позиція |
| --------------------- | ------- |
| Австралія             | 3       |
| Канада                | 2       |
| Нова Зеландія         | 10      |
| США Billboard Hot 100 | 6       |

## Сертифікації
| Країна                                                                                                | Сертифікація | Продано    |
| --- | ------------ | ---------- |
| Австралія (ARIA)                                                                                      | Платина      | 70 000^    |
| Нідерланди (NVPI)                                                                                     | Золото       | 100 000^   |
| Нова Зеландія (RMNZ)                                                                                  | Золото       | 10 000*    |
| Велика Британія (BPI)                                                                                 | Золото       | 500 000^   |
| США (RIAA)                                                                                            | Платина      | 2 000 000^ |
| ^*дані про продажі засновані тільки на сертифікації ^дані про партії засновані тільки на сертифікації |              |            |

## Кавер-версії
- У жовтні 1999 року американська кантрі-рок-співачка Джуді Ньютон випустила версію пісні у своєму альбомі «American Girl».[36]
- Канадський поп-співак Майкл Бубле випустив версію пісні до свого однойменного дебютного альбому 2003 року.[37]
- Оркестр Браяна Сетцера випустив версію пісні у більш швидкому темпі, у стилі нео-свінгу для свого альбому «Jump, Jive an' Wail» 2003 року.[38]
- Британський поп-рок/поп-панк-гурт «McFly» випустив версію пісні для синглу «Room on the 3rd Floor» 2004 року.[39]
- Американський співак Джош Келлі випустив версію пісні для свого альбому «Killer Queen: A Tribute to Queen» 2005 року.[40]
- Американська співачка Даяна Росс випустила версію пісні в своєму альбомі «I Love You» 2007 року. Браян Мей грає на гітарі в цій версії.[41]
- Американський поп-рок-гурт «Maroon 5» випустив версію пісні, яка вийшла як бонусний трек в деяких версіях їхнього альбому «Hands All Over».[42]
- Американський співак Дрейк Белл випустив версію пісні в своєму альбомі  «Ready, Steady, Go!» 2014 року.[43]